# Fluid newtonià
Un fluid newtonià és un fluid que si se sotmet a un cert esforç tallant dona com a resultat un gradient de velocitats proporcional a la viscositat dinàmica del fluid, de manera que la velocitat s'anul·la a la superfície fixa en contacte amb el fluid.
Aquesta classificació de fluids deu el nom al físic Isaac Newton, en referència a la relació entre l'esforç tallant i el camp de velocitats que apareix en els fluids viscosos en aparèixer el moviment.
La majoria dels líquids de la vida quotidiana, com ara l'aigua, són fluids newtonians. En cas de no aplicar-se la definició anterior, s'anomenen fluids no newtonians.

## Comportament del flux

Representació d'un esforç tangencial actuant sobre la superfície lliure d'un fluid.

El camp de velocitats bidimensional en fluids newtonians es representa segons la següent fórmula:
{\displaystyle \tau =\mu {\frac {dv}{dy}},}
On:
- τ és l'esforç tallant.
- μ és el coeficient de viscositat.
- v és la velocitat.
- y és l'ordenada en un eix perpendicular a l'esforç tallant, amb origen en el contorn fix del fluid.